# Afipia
Afipia (лат.) — род бактерий из семейства Bradyrhizobiaceae.

## Описание
Грамотрицательные оксидазоположительные и уреазоположительные неферментативные бациллы. Передвигаются с помощью жгутика. Хорошо культивируются на древесно-дрожжевом экстракте агара и питательном бульоне, при 25 и 30 градусах. Содержание суммы азотистых оснований гуанина и цитозина в геноме составляет от 61,5 до 69 мол.%. Большинство штаммов были выделены из ран человека. Вид Afipia felis является возбудителем лихорадки от кошачьих царапин.

## Классификация
На декабрь 2017 года в род включают 5 видов:
- Afipia birgiae La Scola et al. 2002
- Afipia broomeae Brenner et al. 1992
- Afipia clevelandensis Brenner et al. 1992
- Afipia felis Brenner et al. 1992typus
- Afipia massiliensis La Scola et al. 2002

В род также могут включать следующий виды:
- Candidatus Afipia septicemium[4]
- 'Pseudomonas' carboxydohydrogena[5]